# Adílson Batista
Adílson Dias Batista (* 16. März 1968 in Curitiba) ist ein ehemaliger brasilianischer Fußballspieler und aktueller -trainer.

## Spielerkarriere

### Verein
Batista begann 1988 seine Profikarriere bei Athletico Paranaense, mit denen er auf Anhieb die Staatsmeisterschaft von Paraná gewinnen konnte.
Bereits zur Folgesaison wechselte der Defensivspieler zum Cruzeiro EC, wo er ebenfalls erfolgreich spielen sollte. 1990 und 1992 gewann er mit Belo die Staatsmeisterschaft von Minas Gerais und den Copa do Brasil 1993. Wesentlich bedeutender waren aber die Erfolge im Wettbewerb um den zwischen 1988 und 1997 ausgetragenen Supercopa Sudamericana. 1991 erreichte der Verein zum zweiten Mal in der Vereinsgeschichte das Endspiel. Nach einem 0:2 gegen den argentinischen Vertreter CA River Plate drehte man die Rückpartie durch einen 3:0-Sieg im heimischen Estádio Governador Magalhães Pinto. Im Folgejahr wiederholte die Mannschaft diesen Triumph.
Zur neuen Spielzeit transferierte Batista zum Ligakonkurrent SC Internacional aus Porto Alegre, wo er aber ohne Titel blieb und bereits nach einem Jahr zu Atlético Mineiro wechselte. Zwar wurde man in der gesamtbrasilianischen Meisterschaft Vierter und erzielte damit ein gutes Ergebnis, doch auch in Mineiro blieb der Verteidiger Pokallos.
Noch im gleichen Jahr schloss er sich dem Lokalrivalen von Internacional dem Grêmio FBPA an. Hier fing er wieder an zahlreiche Trophäen zu sammeln. 1995 und 1996 die Staatsmeisterschaft von Rio Grande do Sul, sowie erstmals in seiner Karriere die nationale Meisterschaft 1996. Den größten Erfolg erlebte er allerdings 1995 im Wettbewerb um die Copa Libertadores. Dort dominierte man die Vorrunde und zog in der KO-Phase über Club Olimpia, SE Palmeiras und CS Emelec ins Finale um die Südamerikanische Champions League ein. Dort wartete Atlético Nacional aus Kolumbien auf Batistas Team. Durch 3:1 und 1:1 entschied man das Endspiel für sich und gewann somit zum zweiten Mal nach 1983 den Wettbewerb. Batista lief in Hin- und Rückpartie in der Startformation seines Klubs auf. Unter Trainer Luiz Felipe Scolari war Batista neben Catalino Rivarola, Paulo Nunes und Mário Jardel einer der großen Leistungsträger dieses Erfolges. Im Jahr darauf gewann man zudem die Recopa Sudamericana. Beim 4:1-Erfolg gegen die argentinische Mannschaft CA Independiente lief Batista neben dem Paraguayer Catalino Rivarola in der Innenverteidigung Grêmios auf und erzielte per Elfmeter das zwischenzeitliche 3:1 für seinen Klub.
1997 wagte der Defensivspieler den Weg ins Ausland und heuerte beim japanischen Verein Júbilo Iwata an, wo er auf Anhieb die J. League gewann und das Finale des nationalen Pokalturniers erreichte, das man aber mit 1:2 gegen die Kashima Antlers verlor. Im Folgejahr schaffte es das Team dann aber doch, den Yamazaki Nabisco Cup zu gewinnen. Das erfolgreichste Jahr in Japan hatte Batista 1999: Neben der Meisterschaft wurden auch internationale Siege gefeiert. Über Instant-Dict FC (Volksrepublik China), Finance and Revenue FC (Burma), der Zwischenrunde (mit Dalian Shide, Pohang Steelers, Busan Daewoo Royals) und dem Halbfinale gegen Al Ain Club schaffte es die Mannschaft ins Endspiel der AFC Champions League. Gegner dort war der iranische Klub Esteghlal Teheran, den man mit 2:1 besiegte. Kurz darauf entschied der Verein auch den Asian Super Cup für sich und gewann somit das Triple.
Zur Spielzeit 2000 wechselte Batista wieder in seine Heimat, wo er in seinem letzten Profijahr das Trikot vom SC Corinthians trug. Dort gehörte er dann zum Kader, der die erste FIFA-Klub-Weltmeisterschaft 2000 gewinnen konnte. Im Finalspiel am 14. Januar 2000 gegen den CR Vasco da Gama war Batista über die volle Spielzeit auf dem Feld. Am Ende des Jahres beendete er seine aktive Karriere.

### Nationalmannschaft
Für die brasilianische Nationalmannschaft kam Batista in einigen wenigen Spielen zwischen 1990 und 1991 zum Einsatz, ohne an einem Turnier teilgenommen zu haben.
Sein Debüt gab der Verteidiger kurz nach der Weltmeisterschaft 1990, am 17. Oktober 1990 gegen das Team aus Chile. Dabei stand er in der Startformation der Seleção von Trainer Falcão und wurde später ausgewechselt. Seine letzte von insgesamt vier Partien absolvierte Batista am 27. Februar 1991 gegen Paraguay. Fortan wurde er jedoch nicht mehr für die Nationalmannschaft nominiert.

## Trainerkarriere
Nach seiner aktiven Laufbahn beschloss Batista, ins Trainergeschäft einzusteigen.

### Anfänge
Bereits 2001 hatte er seinen ersten Cheftrainerposten inne, als er die Mannschaft von Mogi Mirim EC betreute. Bereits zur Folgesaison zog es ihn zu América FC (RN), wo er mit der Staatsmeisterschaft von Rio Grande do Norte seinen ersten Titel als Trainer gewinnen konnte.
Über Avaí FC und Paraná Clube kam er 2003 zum Grêmio FBPA, seiner bis dahin größten Station als Fußballlehrer. Nach eher schlechten Ergebnissen und dem drohenden Abstieg in die zweite Liga wurde Batista 2004 wieder entlassen. Doch in Sport Recife fand er schnell einen neuen Arbeitgeber, den er aber zügig wieder verließ, um fortan Figueirense FC zu trainieren. Hier holte er seine zweite Staatsmeisterschaft als Cheftrainer.
Nach diesem Erfolg zog es Batista zum zweiten Mal in seinem Leben nach Japan, zu Júbilo Iwata. Doch weder in der Liga, noch im Pokal war er so erfolgreich wie als Spieler für diesen Klub.

### Cruzeiro EC
2008 folgte der Wechsel zurück nach Brasilien zum Cruzeiro EC. Im gleichen und im Folgejahr gewann Batista mit seinem neuen Team die Staatsmeisterschaft von Minas Gerais. Mit dem Sieg im Copa Bimbo holte er 2009 sogar das Double und damit seinen ersten internationalen Cup als Trainer. Im Finale gegen Nacional Montevideo aus Uruguay behielt sein Team mit 4:1 die Oberhand. Bei Cruzeiro trainierte Batista Spieler wie Ramires, der später Nationalspieler werden sollte. Außerdem 2009 führte er sein Team in das Finale um die Copa Libertadores, wo man dann aber an Estudiantes de La Plata aus Argentinien scheiterte. Mit einem Sieg wäre er der erste Brasilianer gewesen, der sowohl als Spieler, als auch als Trainer die begehrte Trophäe hätte gewinnen können. Wegen seiner defensiven Spielweise wurde er während seiner Zeit in Belo Horizonte oft stark von den Fans und Anhängern kritisiert. 2010 qualifizierte er sich erneut für die Copa Libertadores. Dort scheiterte man dann im Viertelfinale mit 2:0 und 2:0 am FC São Paulo.
Nach dem zweiten Spiel, am 3. Juni 2010, gab Batista bekannt, den Verein zu verlassen. In die Geschichtsbücher des Klubs geht Batista als der Trainer ein, unter dem das 1000. Pflichtspiel in der nationalen Meisterschaft durchgeführt wurde. Dies war am 11. Januar 2010 in der Begegnung mit dem Fluminense FC, die man 2:3 verlor.

### SC Corinthians
Bereits sieben Wochen nach dem Ausscheiden bei Cruzeiro, am 24. Juli 2010, ließ der SC Corinthians verkünden, dass Batista neuer Trainer der Mannschaft werde. Damit beerbte er Mano Menezes, der kurz zuvor als neuer Trainer der brasilianischen Nationalmannschaft von Corinthians losgelöst wurde.

## Erfolge

### Als Spieler
Athletico Paranaense
- Staatsmeisterschaft von Paraná: 1988

Cruzeiro
- Staatsmeisterschaft von Minas Gerais: 1990, 1992
- Supercopa Sudamericana: 1991, 1992

Grêmio
- Staatsmeisterschaft von Rio Grande do Sul: 1995, 1996
- Copa Libertadores: 1995
- Recopa Sudamericana: 1996
- Campeonato Brasileiro de Futebol: 1996

Júbilo Iwata
- J. League: 1997, 1999
- Yamazaki Nabisco Cup: 1998
- AFC Champions League: 1999
- Asian Super Cup: 1999

Corinthians
- FIFA-Klub-Weltmeisterschaft: 2000

Auszeichnungen
- Bola de Ouro-Mannschaft des Jahres: 1990, 1996

### Als Trainer
América FC
- Staatsmeisterschaft von Rio Grande do Norte: 2002

Figueirense
- Staatsmeisterschaft von Santa Catarina: 2006

Cruzeiro
- Staatsmeisterschaft von Minas Gerais: 2008, 2009
- Campeonato Internacional de Verano: 2009